# Daniel Rupf (Fußballspieler, 1986)
Daniel Rupf (* 21. März 1986 in Stollberg/Erzgeb.) ist ein ehemaliger deutscher Fußballspieler und heutiger -trainer.

## Karriere

### Spieler
Rupf begann seine Karriere in seinem Heimatverein FC Glückauf Stollberg (heute FC Stollberg). 1996 wechselte er in die Jugendmannschaft des FC Erzgebirge Aue.
Zur Saison 2006/07 rückte er in die 1. Mannschaft in der 2. Bundesliga auf und kam in jener Saison viermal zum Einsatz. Nach einem weiteren Jahr in Aue mit nur einem einzigen Einsatz wechselte er am Anfang der Saison 2008/09 zum FC Sachsen Leipzig in die Regionalliga Nord. Im Sommer 2009 schloss er sich dem Ligakonkurrenten VFC Plauen an. Nachdem er in 116 Spielen seit 2009 für den VFC Plauen als Mannschaftskapitän spielte, verkündete er seinen Weggang aus Plauen. Am 13. Juni 2014 unterschrieb er dann letztendlich einen Zweijahresvertrag beim FC Carl Zeiss Jena. Nach nur einem Jahr ging Rupf zu Budissa Bautzen. Bereits in der Winterpause der Saison 2015/16 löste er seinen Vertrag in Bautzen wieder auf und wechselte zum Ligakonkurrenten VfB Auerbach. Zur Spielzeit 2017/18 kehrte Rupf zurück zum VFC Plauen in die Oberliga NOFV-Süd.

### Trainer
Im Januar 2018 beendete er seine aktive Karriere und übernahm fortan die Position des Cheftrainers. Am Ende der Saison führte er die Mannschaft auf Platz 4. Im April 2019 wurde er freigestellt.
Vom Sommer 2020 arbeitete Rupf, bis zur einvernehmlichen Vertragsauflösung am 18. November 2022, als Co-Trainer beim Fußball Regionalligisten ZFC Meuselwitz.
Im Sommer 2023 wurde er Co-Trainer von Rico Schmitt beim Regionalligisten FSV Zwickau.